# 23701 Liqibin
23701 Liqibin este un asteroid din centura principală de asteroizi.

## Descriere
23701 Liqibin este un asteroid din centura principală de asteroizi. A fost descoperit pe 3 august 1997 la Xinglong în cadrul programului Beijing Schmidt CCD Asteroid Program. Asteroidul prezintă o orbită caracterizată de o semiaxă mare de 3,10 ua, o excentricitate de 0,17 și o înclinație de 1,5° în raport cu ecliptica.